# Къща музей „Петко Рачов Славейков“
Къщата музей „Петко Рачов Славейков“ във Велико Търново е една от трите къщи, в които е живял Петко Славейков и са превърнати в музеи. От юг се намира паметник на Славейков в цял ръст, а на дувара има барелеф с лика му и паметна плоча, осветена по повод 100-годишнината от рождението на поета (17 ноември 1927).
В къщата музей има постоянна документална експозиция, посветена на живота и делото на Петко Славейков. Посещава се с предварителна заявка от предния ден. Традиционно е безплатното гостуване на посетители в музея за годишнината от рождението на поета.

## История
- 1827 г. (17 ноември) Петко Славейков е роден във Велико Търново (тогава Търново). В превърнатата в музей родна къща на поета той прекарва само първите две години от живота си, след което семейството му се преселва в Трявна.[8] В къщата във Велико Търново родителите на Славейков са били наематели и са живели в мазата.
- 1955 г. (1 юли), по случай 60 години от смъртта на поета, е направена първата експозиция.
- 1971 г. (21 декември) Окръжният музей прави друго изложение в негова памет. 1971 г. родната къща на Петко Славейков е реконструирана и реставрирана[9][10], става един от обектите на Регионалния исторически музей. Електрифицирана е, но няма съвременен водопровод и канализация.

## Паметник
Пред къщата музей се намира бронзов паметник, изработен от скулптора Благой Илиев. Паметникът е открит през 1968 г. на ул. „Драгоман“ 15 и представлява скулптурна фигура на Славейков седящ в цял ръст.

## Именуване на прилежащата улица
Към 1927 г. улицата, която започва от площад „Принц Борис“, минава край къщата на Танко Добрев и стига до училището „Йосиф I“ се казва „Медникарска“, на името на бащата на Петко Славейков – Рачо Казанджията и един от псевдонимите на Петко Славейков, който като малък е бил и чирак казанджия.
По предложение на Вл. Даскалов, по повод 100-годишнината от рождението на поета, Общинският съвет решава: „Площадът пред казанджиите и пред горната страна на общинските дюкяни да се пренаименува от „Принц Борис“ на „Петко Рачов Славейков“.

## Вижте още
- Гугъл карта с паметниците, посветени на Петко Славейков
- Славейкова къща в Трявна
- Къща музей „Петко и Пенчо Славейкови“ в София